# 한국 문학사에서의 소설

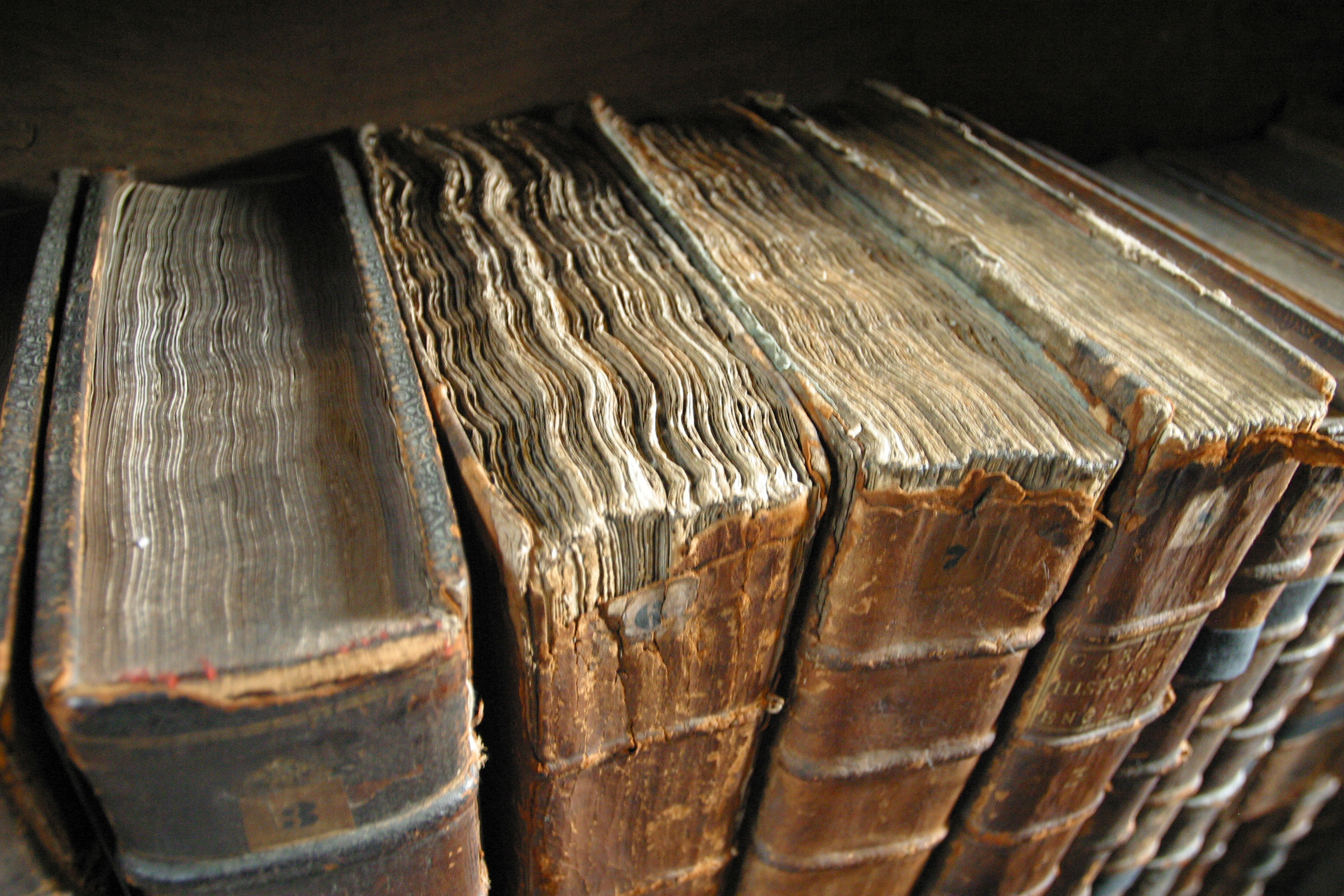

한국 문학사에서 소설의 등장은 그리 순탄하지 못했다. 시(詩)가 문(文)보다 짓기 어려워 문보다 시가 우월하다고 여겨졌기 때문이다. 특히 소설은 허구(虛構)적이라 열등하다고 여겨졌기에 선뜻 소설을 창작할 수 없었을 것이다. 하지만 다른 세계를 꿈꾸고 상상하게 해줄 수 있는 소설의 진가가 서서히 퍼지면서 한국 문학사에서도 여러 소설이 등장하게 되었다.

## 소설의 정의
사전적으로 소설은 문학 사실 또는 작가의 상상력에 바탕을 두고 허구적으로 이야기를 꾸며 나간 산문체의 문학 양식을 뜻한다. 소설은 일정한 구조 속에서 배경과 등장인물의 행동, 사상, 심리 따위를 통하여 인간의 모습이나 사회상을 드러낸다. 분량에 따라 장편ㆍ중편ㆍ단편으로, 내용에 따라 과학 소설ㆍ역사 소설ㆍ추리 소설 따위로 구분할 수 있으며, 옛날의 설화나 서사시 따위의 전통을 이어받아 근대에 와서 발달한 문학 양식이라고 할 수 있다.

## 소설 등장 이전의 소설

### 고대와 중세 시대 초반
우리가 아는 소설이 등장하기 이전, 소설의 기원은 구비 문학인 설화와 민담에서 찾아볼 수 있다. 고대와 중세 시대 한국 사회에서는 엄격한 계층 구조와 제한된 교육 기회 등으로 문자 보급이 제한적이었기 때문에 이야기는 주로 구술로 전달되었다. 이 시기의 설화와 민담은 공동체의 가치와 윤리를 반영하고, 사회적 교훈을 전달하는 역할을 하였다.

## 한국 문학사에서 소설의 시작

### 한문 소설
한국 문학사에서 소설의 첫 등장은 중세 한국인 조선 초기이다. 김시습(1435~1493)의 《금오신화》가 바로 그것이다. 조선의 첫 한문 단편 소설이자 한국 문학사에서 소설의 첫 등장인 것이다. 사실 이러한 점에 대하여 역사적 뒷받침이 충분하지 않아 아직도 여러 논란이 제기되고 있지만, 이 글에서는 그러한 점을 배제하고 서술하고자 한다.
『금오신화』에는 「만복사저포기(萬福寺摴蒱記)」, 「이생규장전(李生窺墻傳)」, 「취유부벽정기(醉遊浮碧亭記)」, 「남염부주지(南炎浮洲志)」, 「용궁부연록(龍宮赴宴錄)」 5편이 수록되어 있다. 현재 완본(完本)은 전하지 않으나, 조선 전기 간행된 목판본 1책이 중국 다롄도서관(大連圖書館)에 전래되고 있다. 
금오신화에 수록된 다섯 편의 내용은 다음과 같다. 「만복사저포기」는 남원의 노총각 양생이 죽은 처녀의 혼령과 사랑하다 혼령임을 깨닫고는 지리산으로 들어가 소식을 끊었다는 내용의 애정 소설이다. 「이생규장전」은 전반부에서는 이생과 최랑(崔娘)이라는 남녀 간의 사랑을 다루었다. 후반부에서는 홍건적에게 아내 최랑이 죽자, 현세에서의 사랑을 다하지 못하여 결국엔 남편 이생도 병이 들어 죽는다는 내용으로 죽은 여자의 사랑을 다룬 애정소설이다. 「용궁부연록(龍宮赴宴錄)」은 주인공 한생(韓生)이 용왕의 초대를 받고 용궁에서 극진한 대접을 받고 돌아온다는 내용으로 한 작품이다. 「취유부벽정기」는 송경(松京)에 사는 홍생(洪生)이 취하여 수천 년 전 기자(箕子)의 후손으로 선녀가 된 기씨녀(箕氏女)를 만나 아름다운 이루어진 정신적인 사랑과 고국의 흥망에 대한 회고의 정을 진하게 담은 일종의 애정소설이다. 「남염부주지」는 불교를 믿지 않던 경주에 살던 박생(朴生)이 꿈속에서 남염부주(炎浮洲)에 다녀온 후 크게 깨닫는다는 내용의 작품이다.
이렇게 고전 소설은 조선시대에 본격적으로 등장하기 시작하였다. 『금오신화』 외에도 대표적인 고전 소설로는 『춘향전』, 『심청전』, 『흥부전』 등이 있다. 이러한 소설들은 주로 서민층의 삶과 애환을 다루며, 사회적 모순과 불평등을 비판하는 내용을 담고 있다. 특히, 판소리와 결합한 소설들은 대중들에게 큰 인기를 끌었다.

### 국문 소설
국문 소설의 첫 등장으로는 허균(1569~1618)의 『홍길동전』을 꼽는다. 이후 17세기는 본격적인 "소설의 시대"라 불릴 정도로 여러 소설이 집필되었다. 이는 소설에 대한 인식이 변화되었고 독자가 확산되었으며, 소설이 대중화ㆍ통속화 되었기 때문이라 볼 수 있다. 특히 국문 창작 소설이 양적 증가하였고, 소설의 장편화 경향이 보이기 시작하였다.

## '소설' 용어 사용 시작
우리가 아는 '소설'은 15c부터 등장했지만, 이때 '소설'이라는 용어를 사용하지 않았다. '소설'이라는 명칭은 18c부터 쓰이기 시작했는데, 시민들 사이에서 퍼지게 되었다.

## 개화기와 일제강점기 시기의 근대 소설
19세기 말에서 20세기 초, 한국은 서구 문명의 영향을 받아 근대화 과정을 겪었다. 이 시기에는 신문과 잡지를 통해 새로운 형식의 소설이 등장하게 되었다. 대표적인 예로는 이인직의 『혈의 누』가 있다. 이 작품은 서구의 소설 기법을 도입하여 한국 문학의 새로운 가능성을 제시했다.
위의 이유로 『혈의 누』는 한국 최초의 신소설로 평가받고 있다. 내용을 간략하게 정리하면 청일전쟁 때 부모와 헤어진 조선의 소녀를 일본군이 구출해서 일본에서 신여성으로 자라나게 하고, 헤어졌던 부모도 다시 찾아 조선의 신청년과 커플이 되어 유학을 떠난다는 줄거리다. '혈의 누'가 《만세보》에 연재된 시점은 1906년 7월 22일인데, 이토 히로부미가 대한제국 초대 통감으로 부임한 직후다. 결국 『혈의 누』는 "일본이여, 빨리 우리를 구출해 달라"는 여론을 조성하기 위해 쓰인 소설이다. 즉, 친일 문학인 것이기에 한국 최초의 신소설임에도 바라보는 시선은 곱지 않다.
이 시기의 소설들은 주로 계몽과 교육을 목적으로 하였으며, 사회적 변화와 개혁을 추구하는 내용을 담고 있다. 일제강점기에는 저항 문학이 활발하게 전개되었다. 일본의 식민 통치에 맞서 한국인의 정체성과 독립 의지를 고취하기 위한 소설들이 많이 쓰인다. 이광수의 『무정』은 한국 최초의 근대 소설로 평가받으며, 당시 사회의 모순과 식민지 현실을 고발했다. 『무정』은 문학사적으로 따지면 서로 얼굴도 모르는 두 사람의 정략결혼이라는 전근대적 혼인 방식이 아닌 '연애에 기초한 혼인'을 최초로 서사화하고, 이를 근대적 삶의 실천이자 심지어 민족 계몽으로까지 그 범위를 확장했다는 점에서 아주 큰 의의가 있는 작품이다. 또 '연애'라는 단어가 이 당시 처음 만들어졌을 때는 지금과 같은 의미가 아닌 'LOVE', 사랑의 의미였다는 것을 고려해 보면 개인과 개인이 감정의 주체로서 교제 인물을 선택하고 이로써 자아를 자각하는 의미로서도 의의가 있다. 다만 결론 부분에서의 아쉬움이 남는 작품이다.
외에도 김동인의 『감자』는 빈곤과 억압 속에서도 인간의 존엄성을 지키려는 주인공의 모습을 그렸다. 이 시기의 소설들은 일제의 검열과 탄압에도 불구하고 민족의식을 고취하고 독립운동을 지지하는 중요한 역할을 하였다.

## 전쟁과 분단, 산업화와 민주화 시기의 현대 소설
광복 이후 한국은 남북 분단과 한국 전쟁이라는 큰 격변을 겪었다. 이 시기의 소설들은 전쟁의 참상과 분단의 고통을 생생하게 묘사했다. 황순원의 『손님』과 조정래의 『태백산맥』은 전쟁과 이념 갈등 속에서 인간의 존엄성과 가족의 중요성을 강조한 작품이다.
1960년대 이후, 한국은 급속한 산업화와 도시화를 경험했다. 이 시기의 소설들은 급격한 사회 변화 속에서 개인의 소외와 갈등을 다루었다. 최인훈의 『광장』은 도시화와 산업화 과정에서 인간성이 상실되는 모습을 보여준다. 해방 직후에서 6.25 전쟁 이후를 배경으로 남북한의 이념 대립과 그 사이에서 파멸해 가는 '이명준'이라는 개인의 모습을 그리고 있다. 1960년 4.19 혁명 이후 남북한 통일론에 대한 논의가 일시적으로 자유로워지면서 쓰인, 남북한 이념 문제에 대해 적극적으로 논의한 최초의 소설로 꼽힌다. 박경리의 대하소설 『토지』는 근대화 과정에서 농촌 사회가 어떻게 변모하는지를 서사적으로 풀어낸 작품이다.
바다는, 크레파스보다 진한, 푸르고 육중한 비늘을 무겁게 뒤채면서, 숨을 쉰다.
1980년대와 1990년대에는 민주화 운동이 활발히 전개되면서, 소설도 정치적 자유와 인권을 주제로 한 작품들이 많이 나왔다. 조세희의 『난장이가 쏘아올린 작은 공』은 산업화의 그늘 속에서 살아가는 노동자들의 현실을 강도 높게 고발한다. 실제로 한 때 금서로 지정된 적도 있다.  김영하의 『퀴즈쇼』는 현대 사회의 소외와 소통 부재를 그린다.
"이 시간부터 우리 가슴에 철 기둥 하나씩을 심어넣자. 무슨 일이 있어도 쓰러지지 않을 철 기둥을 박아두고 어떤 어려움이 와도 버텨내면서 빛이 보이는 곳으로 달려가야 한다."

## 다변화, 글로벌화된 현대 시대의 소설
2000년대 이후 한국 소설은 더욱 다양한 주제와 형식을 시도하고 있다. 글로벌화와 디지털 시대의 도래로 인해 한국 소설은 더욱 다양한 독자층을 확보하게 되었다. 한강의 『채식주의자』는 인간의 본성과 폭력성을 심오한 문체로 탐구하며, 세계적인 문학상인 맨부커상을 수상함으로써 한국 문화의 위상을 높였다. 김애란의 『두근두근 내 인생』은 가족과 사랑, 죽음이라는 보편적 주제를 통해 많은 독자에게 감동을 준 작품이다. 이외에도 많은 훌륭한 작가들이 디스토피아, 동성애 등을 주제로 한 다양한 작품들이 집필, 출판하고 있다.

## 결론
한국 문학사에서의 소설은 단순한 이야기의 집합체를 넘어, 한국 사회의 변화와 발전을 반영하는 거울이 되어주고 있다. 각 시대마다 소설은 그 시대의 사회적, 정치적, 경제적 상황을 반영하고 독자들에게 깊은 공감과 성찰의 기회를 제공하여 준다. 앞으로도 한국 소설은 새로운 형식과 주제를 탐구하며, 한국 문학의 전통을 이어갈 것이다.